# Грб општине Пријепоље
Грб општине Пријепоље чини на четвртине(quarterly) издељен новофраначки штит у коме се налазе:
- Грб Немањића (сребрни(argent) двоглави орао на црвеном(gules) пољу) - Горња лева и доња десна четвртина
- Златни(or) венац на плавом(azure) пољу - Горња десна и доња лева четвртина

Штит је издељен на четвртине сребрном(argent) водоравном равном линијом преко две мале златне(or) вертикалне вијугаве линије између којих се налази велика златна вертикална вијугава линија.
У фебруару, а потом у априлу 2016. усвојен је нови грб.

## Значење елемената грба
Два двоглава орла представљају средњовековну српску државу, док две круне подсећају на „двоструко крунисање“ краља Твртка I, краља Срба и Босне, које је обављено у манастиру Милешева. Усправне кривудаве линије које деле штит на леву и десну страну симболизује реку Лим и њене две мање притоке Сељашницу и Милешевку, док сребрна пречага симболизује важну трансверзалу која повезују исток и запад Балканског полуострва. Два анђела који стоје као држачи штита потичу са Милешевски анђео из манастира Милешева. На барјацима су застава Србије и градска застава, док број 1332 означава 1332. годину у којој је забележен најстарији помен Пријепоља код Гијома Адама.